# Radio La Zona
Radio La Zona (o simplemente La Zona) es una cadena de radio peruana de música juvenil urbana en español e inglés. Es propiedad del Grupo RPP.
Compite con las emisoras Moda de CRP Radios, Onda Cero del Grupo Panamericana de Radios y Disney de Rola Perú.

## Historia
Radio La Zona fue lanzada el 28 de octubre de 2011 en reemplazo de Radio Amor, radio de baladas en español que duró 4 meses al aire, que a su vez reemplazó a CPN Radio. Con programación de música juvenil con  géneros como reguetón, salsa, bachata, electro pop, hip hop y cumbia.
En 2012, la emisora lanzó un programa dedicado exclusivamente al k-pop los fines de semana. Ese mismo año, algunas de sus repetidoras a nivel nacional fueron reemplazadas por Radio Capital.
En 2013, la emisora empieza a transmitir rap latinoamericano y peruano dentro de su programación.
A mediados de 2015, en las mañanas desde las 2:00 a. m. hasta las 4:00 a. m. transmitían música moderna de la década de 1980 y 1990 y 2000 con géneros musicales que fueron muy populares en esa época, como rock en español y en inglés, techno y salsa con el programa El CD de mi hermano mayor. A finales de septiembre de 2017, el bloque cambia de horario desde las 4:00 a. m. hasta las 6:00 a. m., debido a la renovación de la emisora. En octubre del mismo año, la emisora retira el rap de su programación. En noviembre, vuelve a transmitir al nivel nacional por medio de estaciones repetidoras previamente usadas por Radio Capital y Radio Oxígeno. Finalmente en diciembre, Radio La Zona cancela su programa El CD de mi hermano mayor.
A finales de marzo de 2018, fue cancelado el programa Clásicos del reguetón por el cambio del público objetivo de la emisora.
De esta manera, las canciones de reguetón antiguo fueron retiradas de la programación habitual dando pase a la música actual. Sin embargo a finales del mismo año el género regresó a la programación, y el programa Zona de Amor, anuncia su final después de 6 años. Siendo este el programa de mayor duración de la emisora, además de programar baladas en todo el bloque.
El 6 de enero de 2019, vuelven a transmitir en las mañanas desde las 4:00 a. m. hasta las 6:00 a. m. música moderna de las décadas de 1980 al 2000, esta vez con los géneros de reguetón clásico, rock en español, techno y salsa, dentro del bloque El playlist de mi hermano mayor. A finales del mismo año es eliminado. El 28 de enero, regresa el programa Clásicos del reguetón transmitiendo únicamente en las tardes desde las 3:00 p. m. hasta las 4:00 p. m. y quitando el horario nocturno de la programación, que era desde las 12:00 a. m. hasta la 1:00 a. m. Este género y se agrega a la parrilla musical.
Según CPI, en 2020, cuenta con 2.84 millones de escuchas a la semana.
En 2022, después que fuera retirado el electro y pop en inglés pasó a enfocarse en reguetón, pop latino, trap latino, bachata y Salsa. En junio la aplicación de Grupo RPP Audioplayer lanza La Zona Salsa una radio en línea exclusiva de dicho aplicativo solo pasando salsa y bachata las 24 horas. 
El 1 de febrero de 2024 "La Zona Salsa" sale de la plataforma Audioplayer y fue remplazada por Radio Oxígeno Classics. En noviembre de 2024, la radio volvió a poner pop actual en inglés y electro, marcando la diferencia con sus competidoras directas (Radio Moda y Radio Onda Cero) que solo emiten música urbana en español.
Desde el 1ro de marzo de 2025, la emisora volvió a emitir rap en español dentro de su programación siendo la única radio en transmitir ese género.

## Premios La Zona
Desde 2016, la emisora presenta los Premios La Zona, una gala anual a los mejores exponentes del reguetón y rap en español, cantantes peruanos de otros géneros musicales, actores peruanos, usuarios de YouTube, entre otras categorías. En la primera gala, estuvo presente Porta, el mayor exponente del rap en español.
En 2017, en su segunda gala, se presentaron cantantes como Chyno Miranda, Sebastián Yatra, Joey Montana, Farina, entre otros. También estuvo presente la cantante de música criolla Eva Ayllón, para premiarla por su gran trayectoria artística.

## Frecuencias

### Actuales
- Amazonas – Chachapoyas - 97.5 FM

- Áncash – Chimbote – 103.5 FM

- Apurímac – Abancay – 93.9 FM

- Apurimac – Andahuaylas – 102.7 FM

- Arequipa - 95.9 FM

- Arequipa – Camaná – 102.9 FM

- Arequipa – Mollendo - 90.7 FM

- Arica - 88.9 FM

- Ayacucho - 89.3 FM

- Callao - Ventanilla - 97.7 FM / 90.5 FM (Interferencias con Radio María Y Radio Moda en los 97.7 FM)

- Cajamarca - 99.3 FM

- Cajamarca – Bambamarca – 93.3 FM

- Cajamarca – Celendin – 99.7 FM

- Cajamarca – Chota – 100.9 FM

- Cajamarca – Jaén – 103.7 FM

- Cusco - 106.5 FM

- Cusco – Quillabamba - 102.7 FM

- Cusco – Urubamba – 106.1 FM

- Huánuco - 106.3 FM

- Huánuco - Tingo María – 104.5 FM

- Huancavelica - 97.9 FM

- Ica - 99.3 FM

- Ica – Chincha - 90.3 FM

- Ica – Nasca – 91.9 FM

- Iquique - 88.9 FM

- Junín - Huancayo – 103.1 FM

- Junín – La Merced – 89.7 FM

- Junín – La Oroya – 93.7 FM

- Junín - Tarma – 92.5 FM

- Lambayeque - Chiclayo – 102.3 FM

- La Libertad - Trujillo – 107.5 FM

- Lima - 90.5 FM

- Lima - Asia - 105.1 FM

- Lima - Ate - 105.9 FM

- Lima - Cañete - 98.9 FM

- Lima – Cieneguilla – 100.7 FM

- Lima - Comas - 99.5 FM

- Lima - Huacho – 92.7 FM

- Loreto - Iquitos - 90.1 FM

- Loreto - Yurimaguas - 100.7 FM

- Madre de Dios - Puerto Maldonado - 100.5 FM

- Moquegua - 98.1 FM

- Moquegua - Ilo – 107.7 FM

- Pasco - Cerro de Pasco - 90.3 FM

- Pasco - Oxapampa - 99.1 FM

- Piura - 98.7 FM

- Piura - Ayabaca - 102.7 FM

- Piura - Huancabamba - 97.7 FM

- Piura -  Sullana - 102.1 FM

- Piura - Talara –  92.1 FM

- Puno - 90.5 FM

- Puno - Juliaca –  96.5 FM

- San Martín - Moyobamba - 97.5 FM

- San Martín - Tarapoto - 105.5 FM

- Tacna - 88.9 FM

- Tarapaca - 88.9 FM

- Tumbes - 91.1 FM

- Ucayali - Aguaytia - 106.9 FM

- Ucayali - Iñapari - 90.1 FM

- Ucayali - Pucallpa - 90.5 FM

### Anteriores
- Amazonas – Bagua – 97.7 FM (anteriormente reemplazada por Radio Felicidad, actualmente reemplazada por Radio MegaMix del Grupo RPP)  2011-2017

- Áncash – Huaraz - 96.1 FM (reemplazada por radio local) 2017-2024

- Arequipa – Majes - 104.1 FM (reemplazada por Radio MegaMix del Grupo RPP) 2017-2020

- Puerto Maldonado: 98.5 FM (reemplazada por RPP Noticias) 2011-2020

- Quillabamba: 89.1 FM (fue reemplazada por RPP Noticias) 2011-2020

- Sicuani: 97.7 FM (fue reemplazada por RPP Noticias del Grupo RPP) 2011-2017

## Eslóganes
- 2011-2012: ¡Ahora tú la llevas!
- 2013: ¡Más música!
- 2013-2015: ¡Nadie toca más música!
- 2016-2017: ¡Mucha música variada!
- 2018-2024: ¡Tu música urbana!
- Desde 2025: ¡Te enciende!